# Yamina Pestana
Yamina del Carmen Pestana Rojas (Momil, Córdoba, Colombia, 24 de octubre de 1970) es una política, administradora de empresas y especialista en administración en salud colombiana. En el año 2014 fue elegida Senadora de la República con 85.093 votos. Yamina es de ascendencia Indígena y pertenece a la etnia Zenú.